# F. McGrew Willis
Pour les articles homonymes, voir Willis.
Frank McGrew Willis, crédité le plus souvent  F. McGrew Willis, (né le 18 août 1891 à Pleasanton, dans l'Iowa et mort le 13 octobre 1957  à Menlo Park, en Californie) est un scénariste, réalisateur et producteur de cinéma américain.

## Biographie
Frank McGrew Willis fut l'époux de l'actrice Viola Barry.

## Filmographie partielle

### Comme scénariste
- 1915 : A Second Beginning de Burton L. King
- 1915 : Out of the Flames de Burton L. King
- 1915 : In the Heart of the Hills de Burton L. King
- 1915 : The Burden Bearer de Burton L. King
- 1915 : The Mirror of Justice de Lynn Reynolds
- 1915 : His Good Name de Lynn Reynolds
- 1916 : The Pool of Flame
- 1916 : Hulda the Silent
- 1916 : The Way of the World
- 1917 : Volonté (American Methods) de Frank Lloyd
- 1917 : Even As You and I de Lois Weber
- 1918 : Amour moderne (Modern Love) de Robert Z. Leonard
- 1921 : Oliver Twist, Jr. de Millard Webb
- 1923 : La Lumière qui s'éteint (The Light That Failed) de George Melford
- 1925 : Les Cadets de la mer (The Midshipman) de Christy Cabanne
- 1926 : Dans la chambre de Mabel (Up in Mabel's Room) de E. Mason Hopper
- 1931 : The Big Gamble de Fred Niblo

### Comme réalisateur
- 1928 : A Blonde for a Night

### Comme producteur
- 1928 : Annapolis